# Большой Обуховский мост
Большо́й Обу́ховский мост — вантовый неразводной мост через Неву. Расположен на границе Невского района Санкт-Петербурга и Всеволожского района Ленинградской области, в среднем течении Невы; соединяет проспект Обуховской Обороны и Октябрьскую набережную. Один из самых длинных мостов России. Первый неразводной мост через Неву, самый большой мост в Санкт-Петербурге по величине перекрываемого пролёта (382 м), а также крупнейший мост через Неву. Фактически это два одинаковых моста с противоположным направлением движения по ним, имеющих общее название: расположенный выше по течению Невы (южный) — для езды в восточном направлении, ниже по течению (северный) — для езды в западном направлении. Из-за конструкции в просторечии также называется просто Вантовым.

## Название
Впервые в истории города при выборе названия для моста проводилось рейтинговое голосование среди петербуржцев и жителей Ленинградской области. Помимо настоящего названия предлагались такие, как, например, «мост Ольги Берггольц», «Ижорский», «Невский», «Ленинградский» и другие. Мост назван по близлежащему Обухову с учётом того, что Обуховский мост в Санкт-Петербурге уже есть. Устоявшееся название «Вантовый мост» тоже используется, например, оно есть на указателе расстояний на проспекте Обуховской Обороны возле Володарского моста.
Впрочем, топонимическая комиссия Санкт-Петербурга не намерена переименовывать мост в Вантовый, как и добавлять этот вариант как равноправный. «У нас много таких полуофициальных названий. Они живут себе и никому не мешают. Мост Петра Великого, Старо-Невский проспект, Верхнее и Нижнее шоссе в Курортном районе. Вы тоже могли бы сказать, что топоним Зеленогорское шоссе никто не употребляет», — пояснил член комиссии А. Г. Владимирович.

## История
Мост проектировался как часть КАД (СПб).
Первоначально Восточное полукольцо от Горской до пересечения с Московским проспектом предполагалось полностью сдать в эксплуатацию к 300-летию СПб, в мае 2003 года.
Возведение моста началось в 2001 году, в рамках строительства восточного полукольца КАД, протяженностью 42,5 км.
Чтобы ускорить строительство, в первый год было принято разрешение строить мост по проектной документации — без рабочей документации.
Работы были поделены на две очереди. Первая была завершена в 2004 году, вторая — в 2007.

## Конструкция

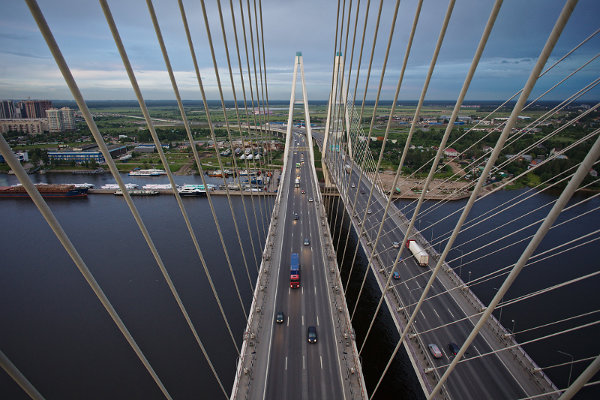
Вид с пилона моста на дорожное полотно и ванты.

Генеральный проектировщик мостового перехода — ЗАО Институт «Стройпроект», проектировщик вантовой части — ЗАО «Институт Гипростроймост — Санкт-Петербург», генеральный подрядчик — ОАО Мостоотряд №19. В строительстве моста принимали участие: Воронежстальмост, Мостоотряд № 10, Мостоотряд № 18, Мостоотряд № 90, МТФ Мостоотряд № 114, Мостоотряд № 125, входящие в состав Мостотреста, (были заняты на строительстве правобережной части вантового моста, а также съездов на левом берегу) и другие субподрядные организации. Мост построен в достаточно сложном для навигации участке Невы, неподалёку от излучины Кривое колено, однако с широко расставленными по берегам Невы пилонами высотой 126 м и высоким пролётом, мост совершенно незаметен для проходящих по реке судов.
Автодорожные развязки с Октябрьской набережной и проспектом Обуховской обороны сложны, и если первая раскинулась на несколько сотен квадратных метров на ещё свободном правом берегу Невы, то вторая построена на небольшом клочке земли между жилыми домами по Рабфаковской улице и проспектом Обуховской обороны, где помимо того проходят трамвайная линия и железнодорожные пути, ведущие от железнодорожной станции Обухово к Обуховскому заводу.

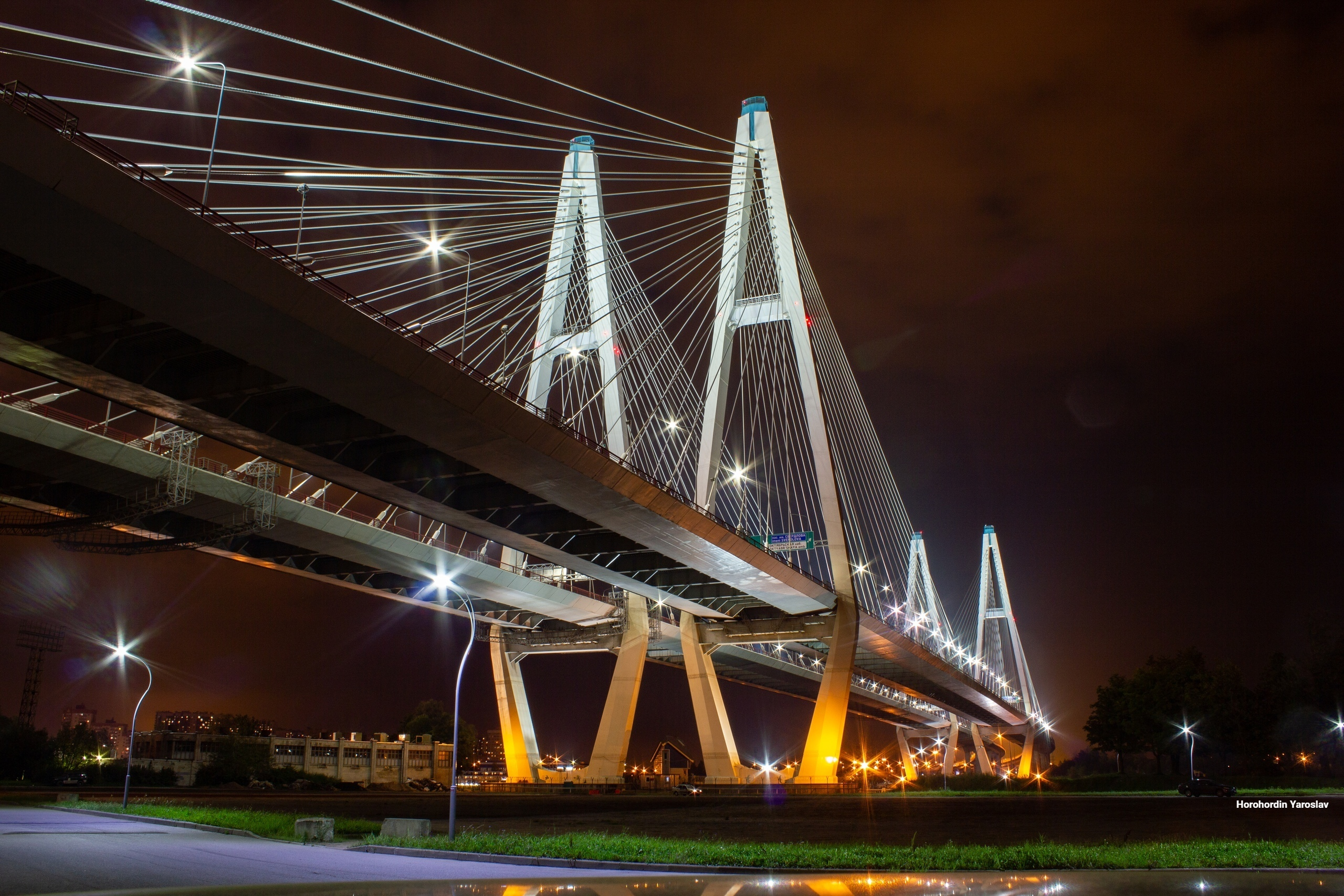
Вди на мост с сада Спартак

Полная длина мостового перехода, включая эстакады подходов, составляет 2884 метра, из них, собственно, моста — 994 метра, включая судоходный пролёт в 382 метра. Высота пролётной части над поверхностью воды (подмостовой габарит) равна 30 метрам, что даёт крупным судам возможность свободно проходить под мостом.
Из-за данного моста максимальный габарит судов, способных пройти по Неве из Ладожского озера в Невскую губу или в обратном направлении был уменьшен по высоте на 10 м. Существовавший долгое время минимальный подмостовой габарит мостов через Неву (и главный судоходный рукав — Большую Неву) в 40 м, определявшийся по наиболее низким в разведённом положении мостам (Володарский, Кузьминский и Ладожский мосты) на Большом Обуховском был сделан на 10 м ниже — высотой лишь 30 м.
В 2003 году на строительной площадке был открыт «Музей вантового моста» — единственный в Санкт-Петербурге музей одного строительного объекта. По окончании строительства в конце 2008 года музей был перемещён на территорию Санкт-Петербургского филиала ОАО «Мостоотряд № 19» в Красное Село.
В 2006 году на только что построенном левобережном пилоне второй очереди моста была установлена новогодняя ёлка. Благодаря пилону, она стала самой высокой новогодней ёлкой города.

## Открытие
Открытие первой очереди моста состоялось 15 декабря 2004 года. Он явился важной составляющей Петербургской кольцевой автодороги (КАД). В открытии моста принимал участие президент РФ В. В. Путин.
19 октября 2007 года был торжественно открыт мост-«близнец» — вторая очередь моста, и с января 2008 года было организовано двустороннее четырёхполосное движение.

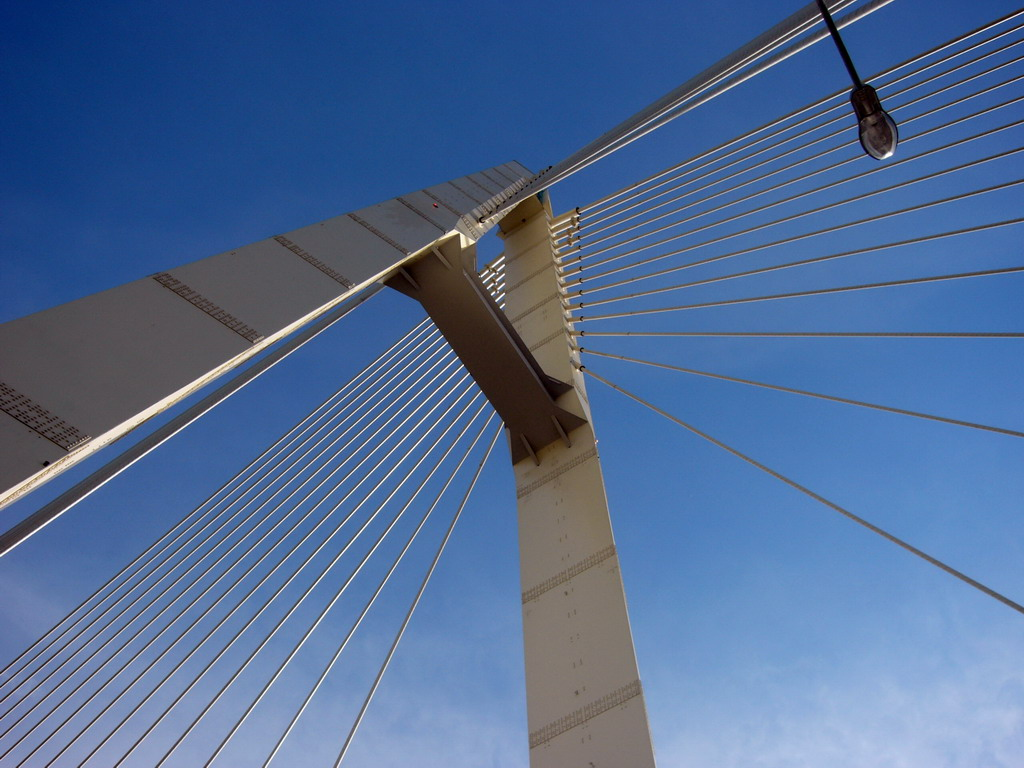
Пилон Большого Обуховского моста
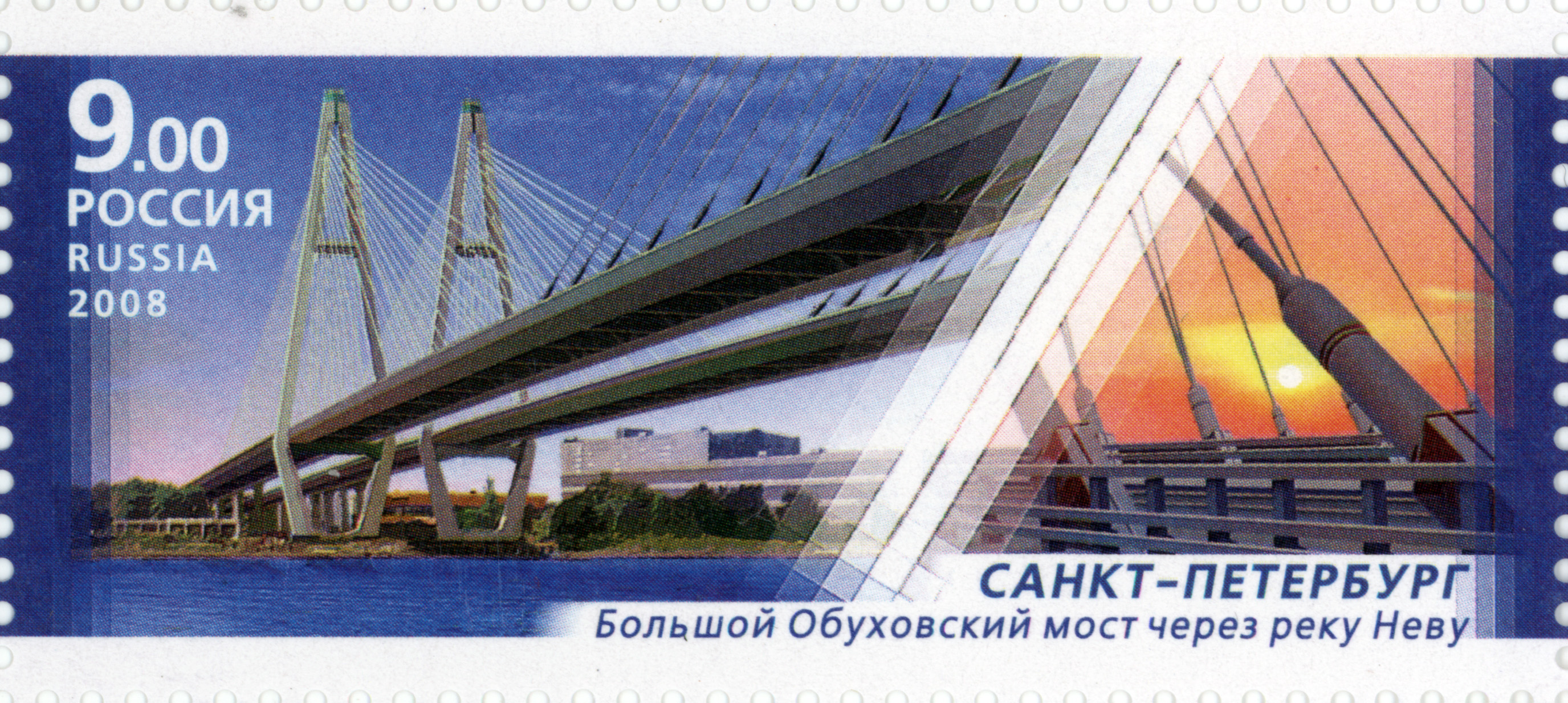
Большой Обуховский мост на почтовой марке России
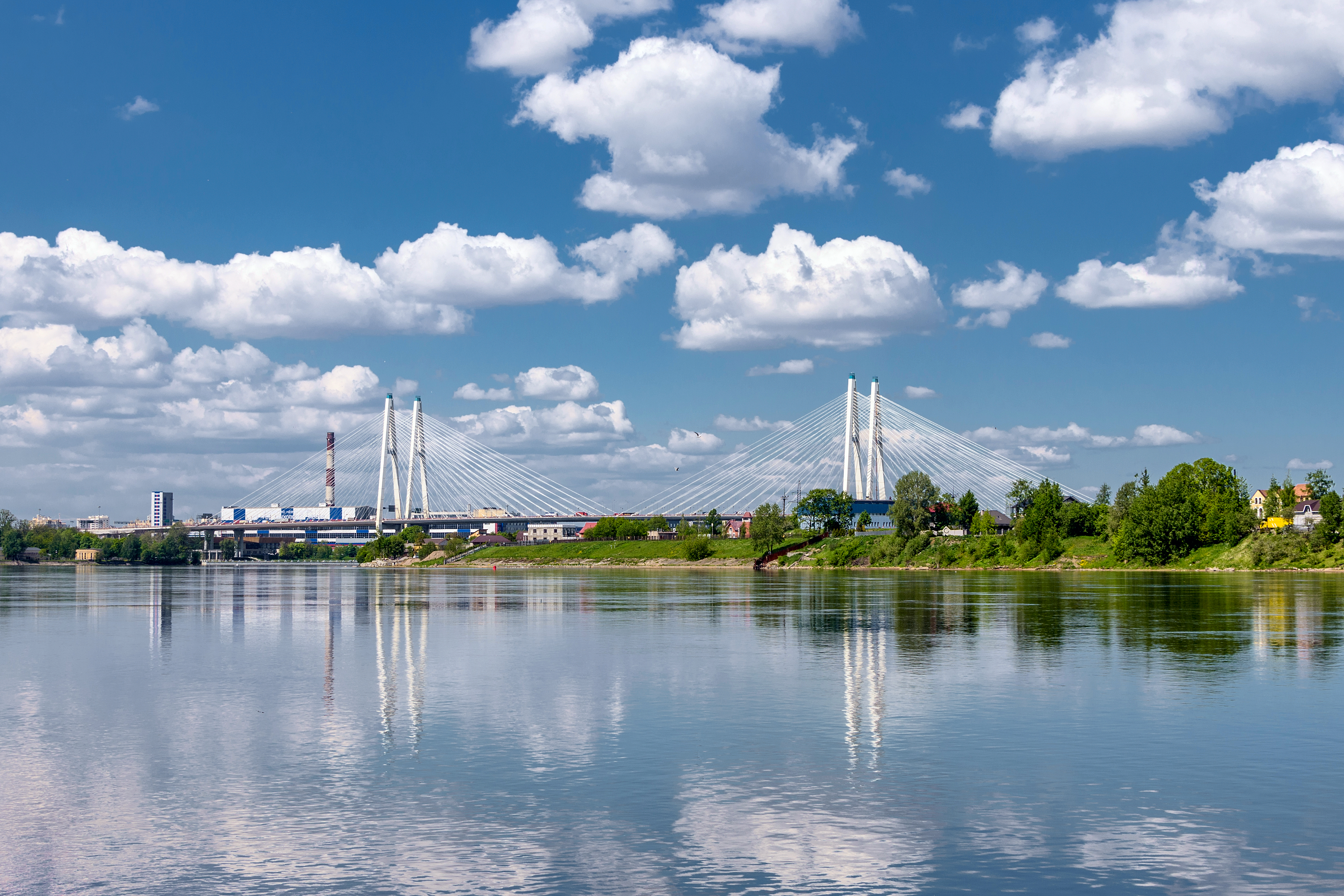
Вид на мост из района Рыбацкого
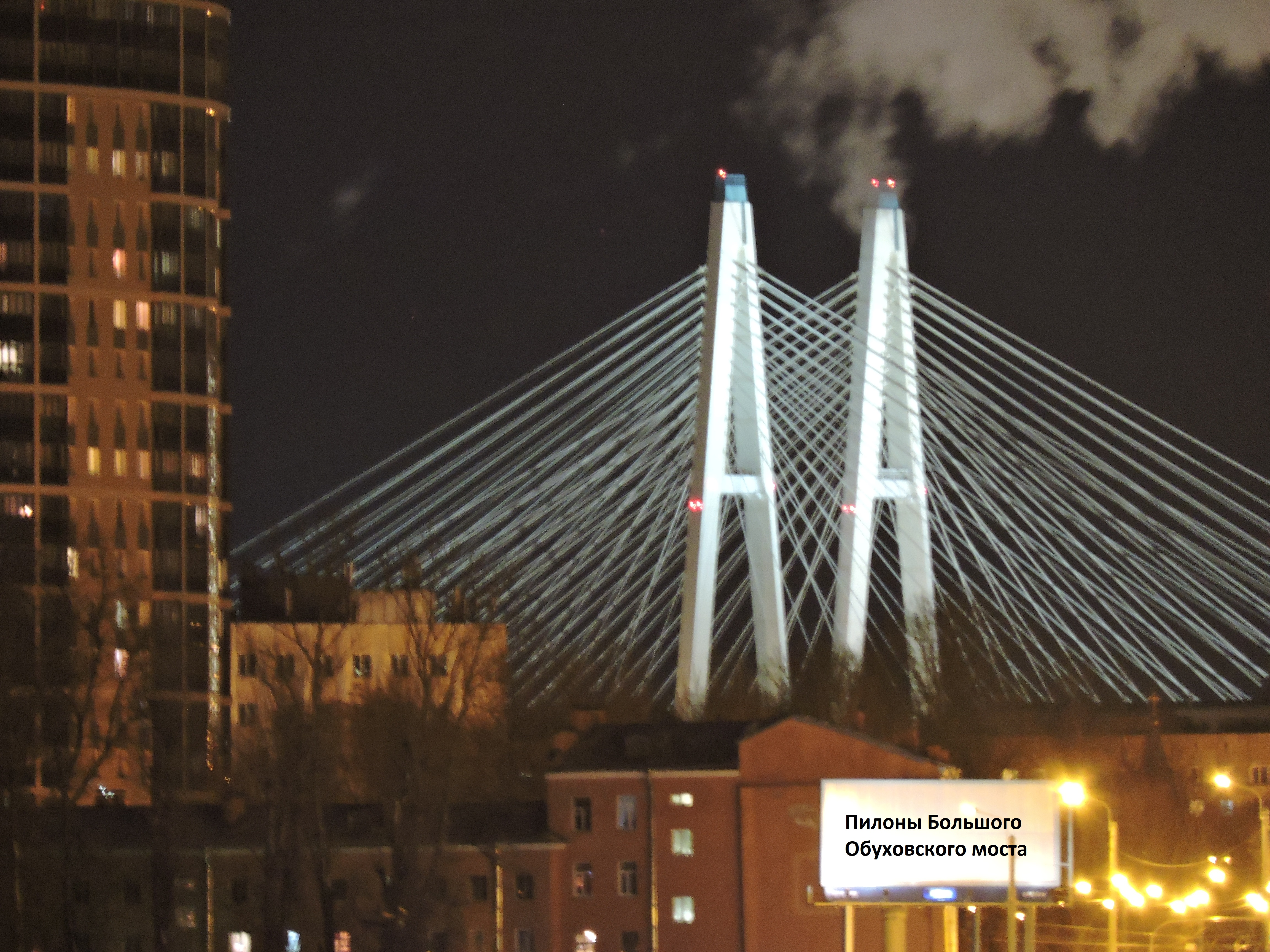
Вечернее освещение пилонов
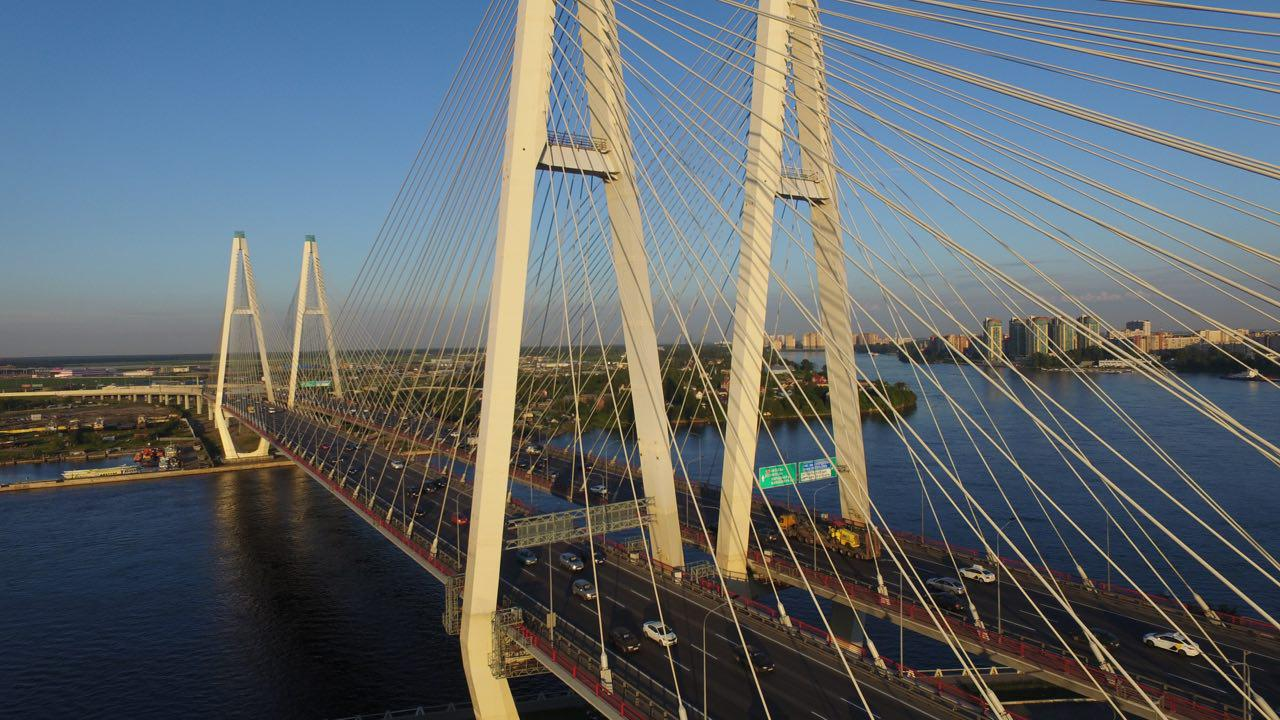
Фото с внутренней стороны КАД
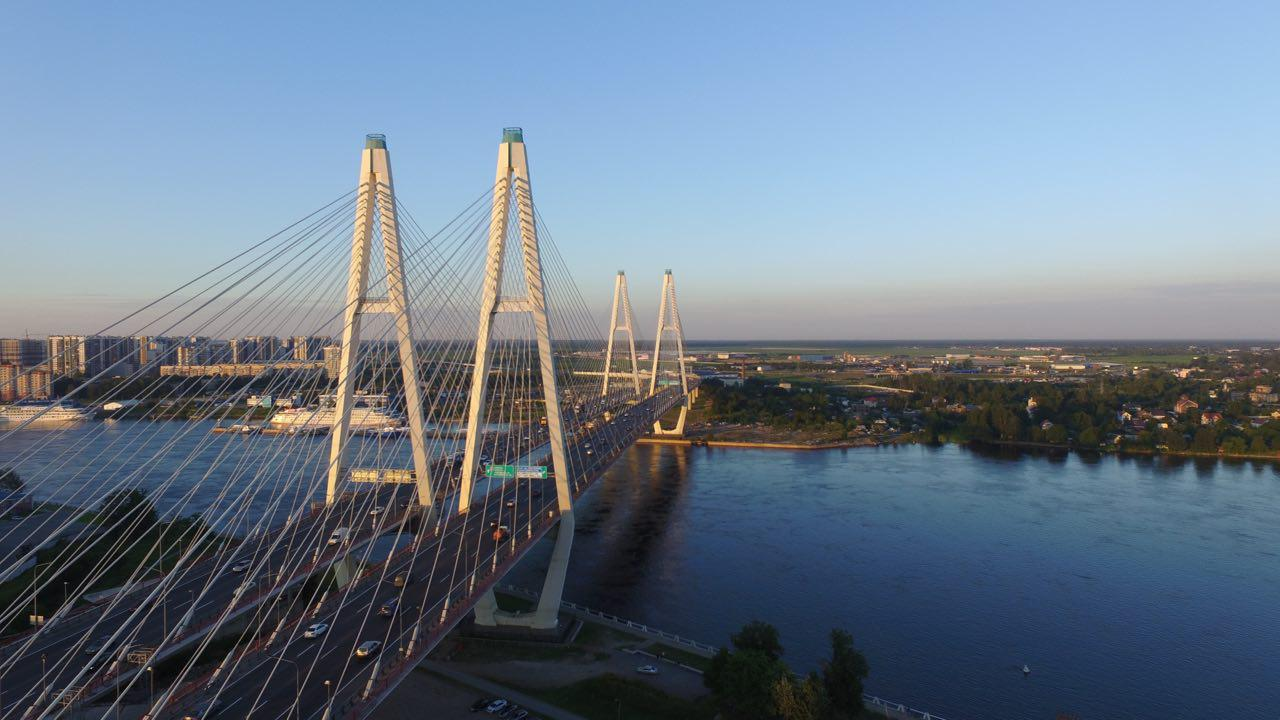
Фото внешней стороны КАД
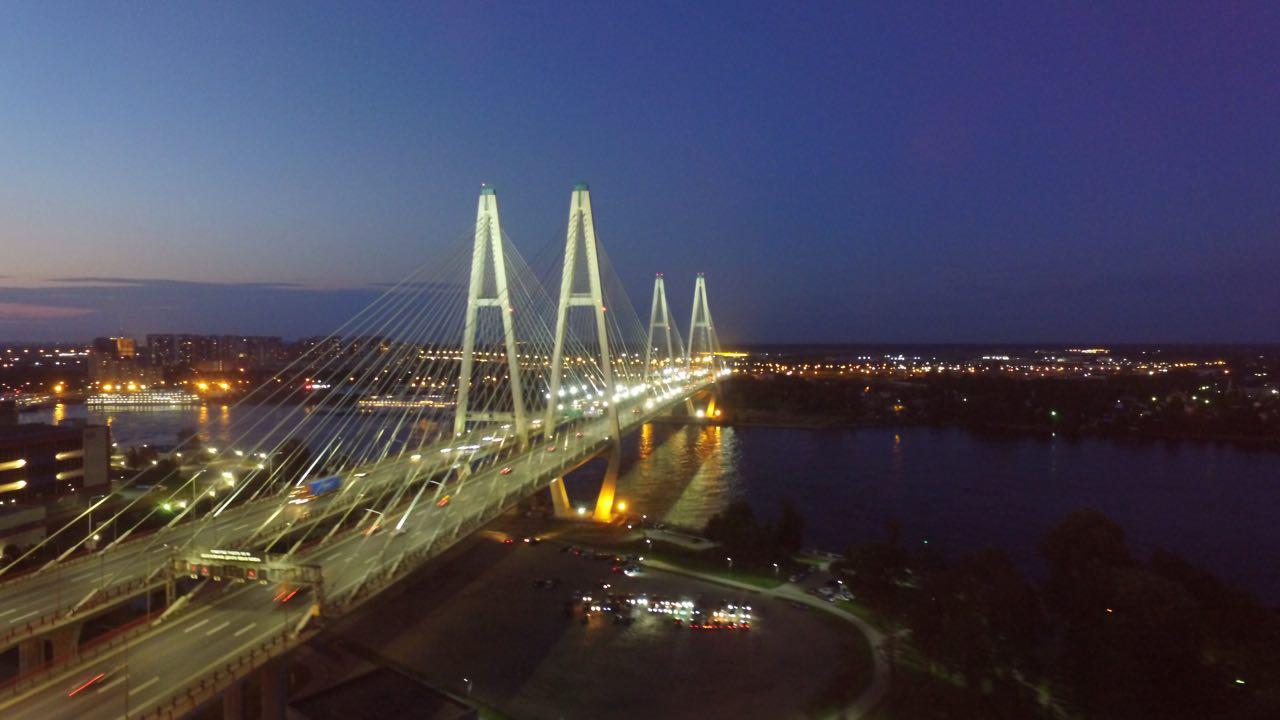
Встреча автоклуба под Вантовым мостом вечером